# Haruyo Ichikawa
Haruyo Ichikawa (市川春代 Ichikawa Haruyo?, 9 de febrero de 1913 – 18 de noviembre de 2004) fue una actriz y cantante japonesa cuya carrera abarcó cinco décadas.

## Carrera
Nació en la Prefectura de Nagano, Ichikawa hizo su debut cinematográfico en 1926 en Nikkatsu Corporation cuando era una adolescente. Fácilmente hizo transición para hacer papeles de adultos e incluso en películas sonoras por su buena voz. En la década de 1930, Ichikawa lanzó sus propios discos y protagonizó  películas musicales como en Singing Lovebirds. También apareció en películas de dramas serios dirigidos por Shirō Toyoda y Arnold Fanck, incluyendo Wakai hito y Die Tochter des Samurai. Ichikawa se trasladó a hacer papeles secundarios durante la posguerra, pero siguió trabajando hasta la década de 1960, apareció en un total de 180 películas. Murió el 18 de noviembre de 2004 a los 91 años. Ichikawa estaba casada con el ingeniero Ken'ichi Kagara.

## Filmografía
- The Daughter of the Samurai (1937)
- Wakai hito (若い人) (1937)
- Singing Lovebirds (鴛鴦歌合戦 Oshidori utagassen) (1939)
- Hōrō no utahime (放浪の歌姫) (1950)
- The Life of Oharu (西鶴一代女  Saikaku Ichidai Onna) (1952)